# Johann Wilhelm Tatter
Johann Wilhelm Tatter (* 21. Juni 1719 in Meiningen; † 29. September 1795 in Herrenhausen bei Hannover) war ein königlich Großbritannischer und kurfürstlich Braunschweig-Lüneburgischer Gartenmeister und Hofgärtner.

## Leben
Johann Wilhelm Tatter war ein Mitglied der seit der ersten Hälfte des 17. Jahrhunderts bekannten Gartenmeister- und Hofgärtnerfamilie Tatter und ein Sohn von Georg Ernst Tatter (1689–1755). Er war der Bruder von Johann Jonas Christian Tatter (1729–1812) und der Vater von Wilhelm Heinrich Tatter (1773–1832).
Tatter war zur Zeit der Personalunion zwischen Großbritannien und Hannover ab 1749 als Meistergeselle in der königlichen Orangerie in Herrenhausen tätig. Nach zusätzlicher Ausbildung in England und den Niederlanden wurde er 1752 seinem Vater in Herrenhausen als Gartenmeister im Berggarten zugeordnet. Nachdem er 1755 die Nachfolge seines Vaters angetreten hatte, war er ab 1780 auch für den Großen Garten zuständig. Tatters Sohn Wilhelm Heinrich Tatter wurde ebenfalls Gartenmeister in Herrenhausen, ab 1772 auf Schloss Monbrillant.

## Gartenbau
Tatter errichtete 1755 auf dem Gelände des Berggartens ein 36 Meter langes und 6 Meter breites „Warmhaus“. Er gestaltete den Berggarten von einem geometrisch angelegten barocken Küchengarten zu einem landschaftlichen Garten mit der Natur nachempfundenen Pflanzflächen um. Mit Pflanzen und Samen, die Georg III. aus London sandte, legte er eine Königliche Baumschule an. Die angezogenen Bäume und Gehölze wurden an Städte und Gemeinden, Gutsbesitzer und Förster verschenkt, ab 1780 auch verkauft. Neben den Gewinnen durch Verkauf sollte die Baumschule vor allem die arme Landbevölkerung mit Obstbäumen versorgen.